# Drimys cyclopum
Drimys cyclopum är en tvåhjärtbladig växtart som beskrevs av Friedrich Ludwig Diels. Drimys cyclopum ingår i släktet Drimys och familjen Winteraceae. Inga underarter finns listade.